# 10086 McCurdy
10086 McCurdy eller 1990 SZ är en asteroid i huvudbältet som upptäcktes den 16 september 1990 av den amerikanske astronomen Henry E. Holt vid Palomarobservatoriet. Den är uppkallad efter den kanadensiske amatörastronomen Bruce Jefferson McCurdy.
Asteroiden har en diameter på ungefär 5 kilometer.